# Voivoda, Șumen
Voivoda (în bulgară Войвода) este un sat în comuna Novi Pazar, regiunea Șumen,  Bulgaria. 

## Demografie
Componența etnică a satului Voivoda
     Turci (67,93%)
     Bulgari (21,37%)
     Romi (7,83%)
     Nicio identificare (2,85%)
La recensământul din 2011, populația satului Voivoda era de 421 locuitori. Din punct de vedere etnic, majoritatea locuitorilor (67,93%) erau turci, existând și minorități de bulgari (21,37%) și romi (7,83%). Pentru 2,85% din locuitori nu este cunoscută apartenența etnică.